# Nghị quyết của Liên Hợp Quốc
Nghị quyết của Liên Hợp Quốc (Nghị quyết LHQ) là một văn bản chính thức được một cơ quan của Liên Hợp Quốc (LHQ) thông qua. Mặc dù bất kỳ cơ quan nào của Liên Hợp Quốc cũng có thể ban hành các nghị quyết, nhưng trên thực tế hầu hết các nghị quyết đều do Hội đồng Bảo an hoặc Đại Hội đồng ban hành.

## Loại hình nghị quyết
Tùy thuộc vào cơ quan ra quyết định, thủ tục và giá trị pháp lý của một nghị quyết khác nhau:
- Nghị quyết của Đại Hội đồng Liên Hợp Quốc thuộc dạng khuyến nghị chính trị nên không có giá trị ràng buộc theo luật pháp quốc tế.
- Nghị quyết của Hội đồng Bảo an Liên Hợp Quốc có giá trị ràng buộc theo luật pháp quốc tế.

### Nghị quyết của Đại Hội đồng Liên Hợp Quốc
Nghị quyết của Đại Hội đồng Liên Hợp Quốc, Hội đồng Kinh tế và Xã hội Liên Hợp Quốc với nhiều ủy ban khác nhau, cũng như các cơ quan khác như Hội đồng Nhân quyền Liên Hợp Quốc không có giá trị ràng buộc theo luật pháp quốc tế. Chúng chỉ thể hiện một hướng dẫn hoặc một khuyến nghị. Ví dụ như Nghị quyết 3379 với tiêu đề "Xóa bỏ mọi hình thức phân biệt chủng tộc" và kế hoạch phân vùng của Liên Hợp Quốc cho Palestine với tiêu đề "Nghị quyết 181 (II). Chính phủ tương lai của Palestine".
Tuy nhiên, nghị quyết của Đại Hội đồng LHQ có giá trị ràng buộc trong nội bộ, chẳng hạn nếu chúng liên quan đến các vấn đề tài chính của LHQ. Đại Hội đồng LHQ quyết định với đa số phiếu đơn giản. Nếu đa số phiếu đơn giản ủng hộ, vấn đề được coi là "quan trọng" và quyết định chỉ có thể được đưa ra với một đa số phiếu. Các quốc gia còn nợ các khoản thanh toán cho LHQ có thể bị loại ra khỏi cuộc bỏ phiếu trong Đại hội đồng.
Cũng có quan điểm cho rằng nghị quyết Đại hội đồng là một loại điều ước vì nó thể hiện sự nhất trí rõ ràng của nhà nước, và nó được thiết lập như luật tập quán chỉ bằng cách thể hiện niềm tin pháp lý (thuyết luật tục tức thời). Nó còn được gọi là "luật mềm" vì nó không ràng buộc về mặt pháp lý, nhưng nó đặt ra một khuôn khổ nhất định về hành động của các quốc gia thành viên và cung cấp hướng dẫn về chúng.

### Nghị quyết của Hội đồng Bảo an Liên Hợp Quốc
Nghị quyết của Hội đồng Bảo an Liên Hợp Quốc có giá trị ràng buộc theo luật pháp quốc tế. Hầu hết trong số này đều kêu gọi các mục tiêu được đề ra trong Hiến chương Liên Hợp Quốc nhằm đạt được và duy trì hòa bình thế giới. Chúng được tuyên bố chống lại các quốc gia hoặc các bên tham gia xung đột mà hành động của họ là mối đe dọa đối với an ninh quốc tế hoặc vi phạm luật pháp quốc tế hoặc nhân quyền. Nghị quyết loại này thường bao gồm các yêu cầu rõ ràng, trong trường hợp bị từ chối, có thể được thực hiện bằng các biện pháp đàn áp (cấm vận của Liên Hợp Quốc, lệnh trừng phạt của Liên Hợp Quốc, v.v.) hoặc bằng phương thức vũ trang. Các quốc gia thành viên của Liên Hợp Quốc được kêu gọi tham gia vào tiến trình này.
Năm thành viên thường trực gồm Trung Quốc, Pháp, Nga, Anh và Mỹ phải thông qua hoặc bỏ phiếu trắng một dự thảo để nó trở thành một nghị quyết. Tổng cộng chín trong số 15 thành viên của Hội đồng Bảo an phải đồng ý. Bản thân nghị quyết có thể bị chặn bởi sự phủ quyết của một trong những thành viên thường trực; trong trường hợp này, bất kỳ cuộc bỏ phiếu chống lại nào của một trong những quốc gia này sẽ tự động được coi là một sự phủ quyết. Nếu một thành viên thường trực bỏ phiếu trắng, trên thực tế, điều này sẽ không được coi là một quyền phủ quyết. Quyền phủ quyết nhanh chóng của một thành viên thường trực thường xuyên được sử dụng trong vài thập kỷ qua. Trong chiến tranh Lạnh, Liên Xô thường phủ quyết các nước đang phát triển. Mặt khác, Mỹ liên tục bảo vệ Israel bằng quyền phủ quyết của mình. Thông thường, một thay đổi nhỏ trong từ ngữ sẽ quyết định đến quyết định hợp lệ của một giải pháp.
Theo Điều 25 của Hiến chương Liên Hợp Quốc, các quốc gia thành viên của LHQ đồng ý chấp nhận và thực hiện các quyết định của Hội đồng Bảo an phù hợp với Hiến chương này. Người ta tranh luận về loại nghị quyết nào của Hội đồng Bảo an sẽ được đề cập trong điều khoản này: nếu, theo nghĩa đen của Hiến chương, chỉ những nghị quyết được thông qua theo Chương VII của Hiến chương Liên Hợp Quốc (hành động trong trường hợp đe dọa hòa bình, vi phạm hòa bình hoặc hành động xâm lược) hoặc nếu tất cả chúng. Tòa án Công lý Quốc tế, trong một ý kiến tư vấn không ràng buộc (nhưng, giống như tất cả các nghị quyết của ICJ, là luật pháp quốc tế1) về Namibia, ngày 21 tháng 6 năm 1971, đã giải thích rằng, dựa trên cam kết của các Quốc gia thành viên theo Điều 25 và dựa trên Điều 24.2 của Hiến chương, quy định quyền hạn chung cho Hội đồng Bảo an, Hội đồng Bảo an có thể thông qua các quyết định ràng buộc bên ngoài Chương VII. Trong số các học thuyết khoa học mà các ý kiến của chúng không có giá trị pháp lý, không có sự nhất trí nào về tính chất ràng buộc của các nghị quyết của Hội đồng Bảo an Liên hợp quốc, mặc dù nhiều chuyên gia pháp lý và những người và tổ chức khác nhau, theo nghĩa đen của Hiến chương, chỉ coi đó những điều được thông qua theo Chương VII có giá trị ràng buộc.